# فیلیپ لونارد
فیلیپ لونارد (انگلیسی: Philippe Levenard؛ زادهٔ ۹ فوریهٔ ۱۹۶۵) بازیکن فوتبال اهل فرانسه است.
از باشگاه‌هایی که در آن بازی کرده‌است می‌توان به باشگاه فوتبال لیل، باشگاه فوتبال رن، و باشگاه فوتبال آنژه اشاره کرد.